# Mitragyna
Mitragyna là một chi thực vật có hoa trong họ Thiến thảo (Rubiaceae).

## Hình ảnh

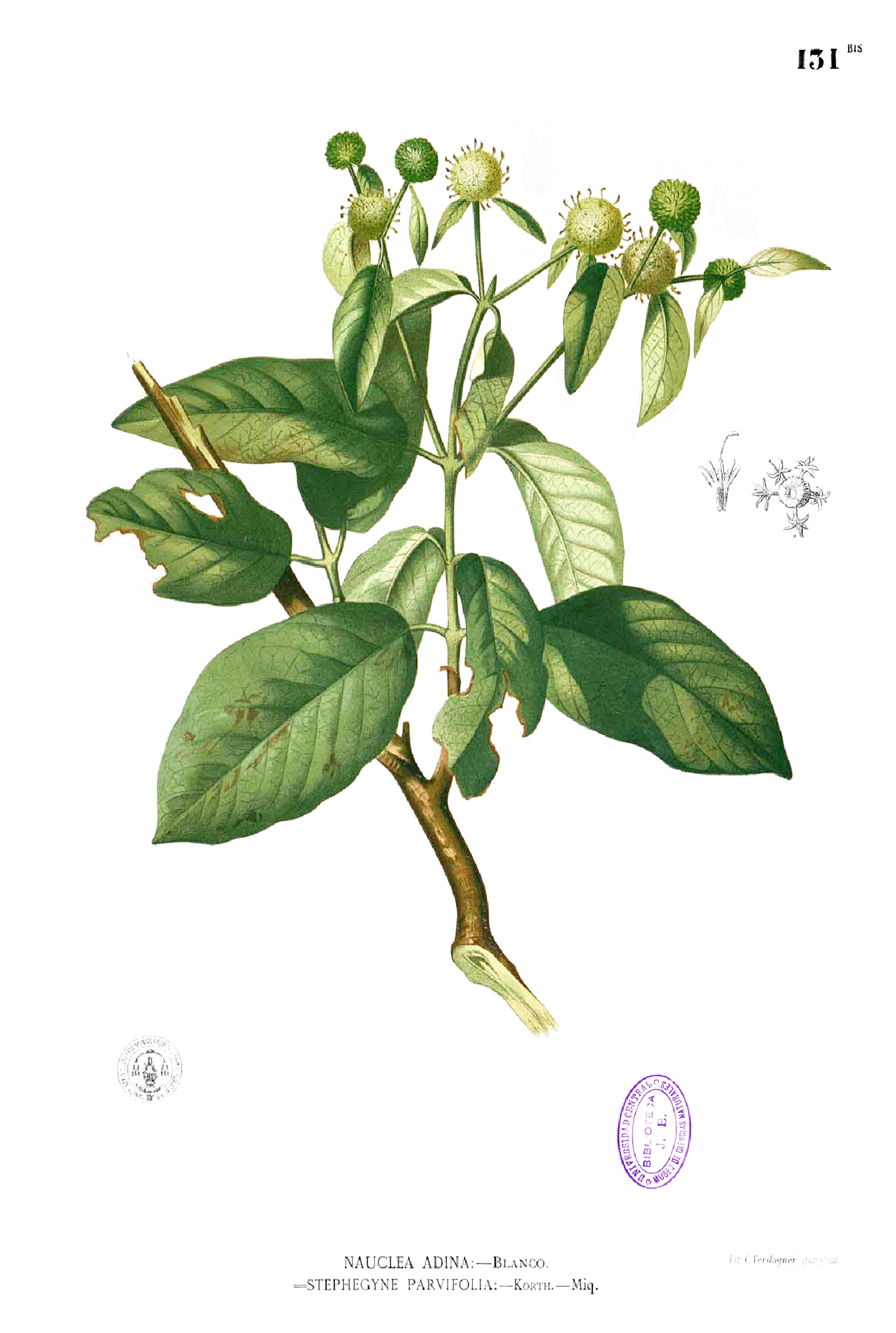
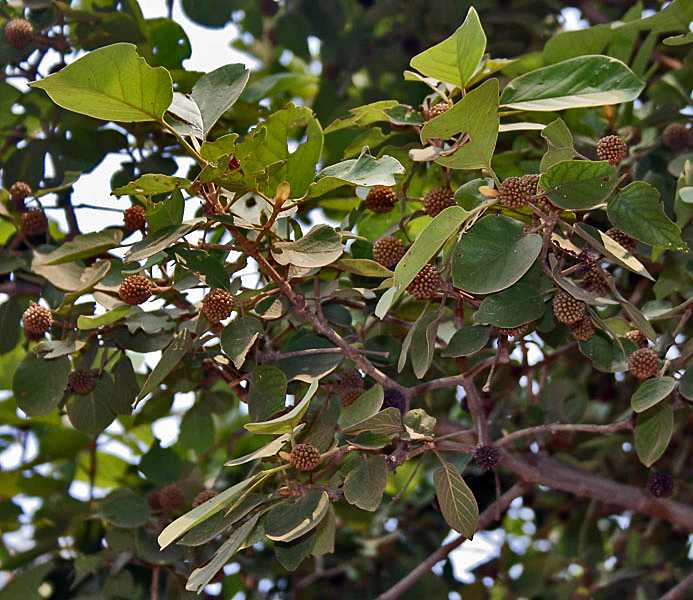
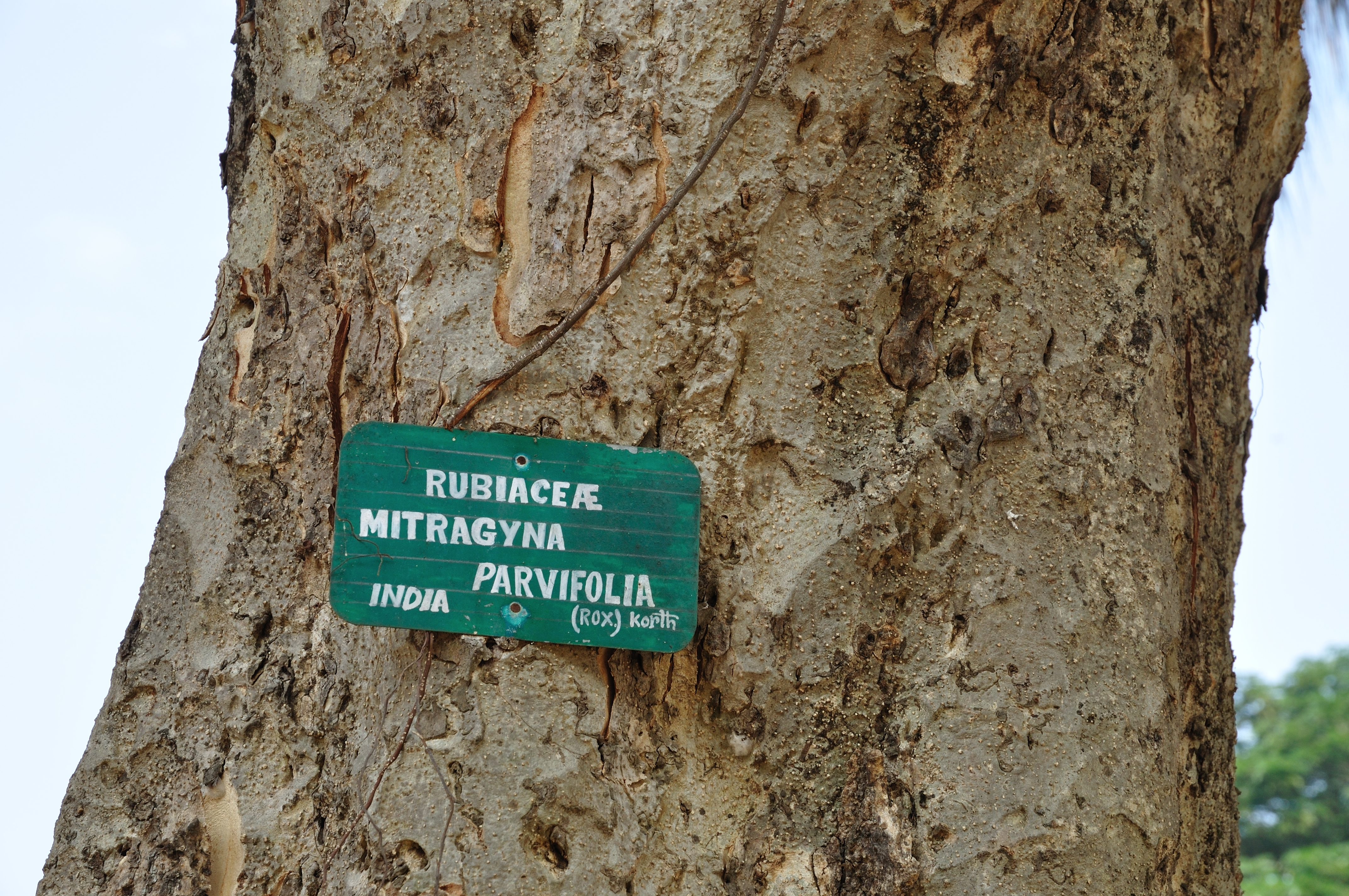
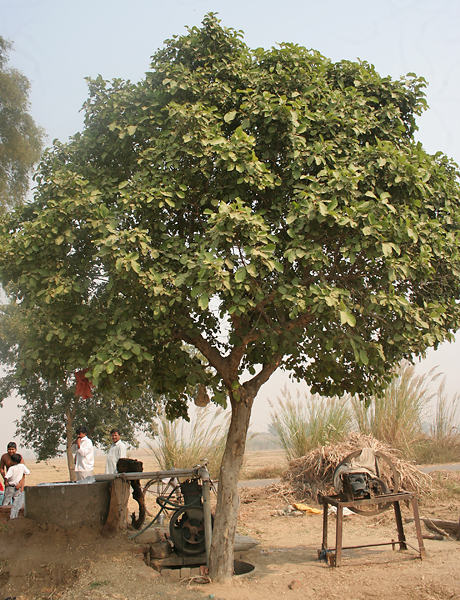
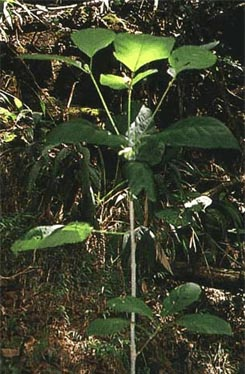

## Loài
Chi Mitragyna gồm các loài: